# Adolphe Carnot
Pour les articles homonymes, voir Carnot.
Marie Adolphe Carnot, né le 27 janvier 1839 à Paris et mort le 21 juin 1920 dans la même ville, est un chimiste, géologue, homme politique et homme d'affaires français.

## Biographie

### Origines
Adolphe Carnot est le fils de l’homme politique Hippolyte Carnot et le petit-fils du conventionnel Lazare Carnot, dit « Le Grand Carnot » ; il est aussi le neveu de Sadi Carnot le physicien, pionnier de la thermodynamique, et le frère cadet du président de la République Sadi Carnot, assassiné en 1894. L'un de ses fils, Jean Carnot, est député de la Charente de 1924 à 1928, Paul Carnot quant à lui est médecin et professeur de médecine.
- Claude Carnot (1719-1797), notaire royal
  - Joseph Carnot (1752-1835), jurisconsulte
  - Lazare Carnot (1753-1823), physicien, mathématicien, général et homme politique
    - Sadi Carnot (1796-1832), physicien et ingénieur
    - Hippolyte Carnot (1801-1888), homme politique
      - Sadi Carnot (1837-1894), homme politique + Cécile Carnot (née Dupont-White, 1841-1898)
        - Claire Carnot (1864-1920) + Paul Cunisset-Carnot (1849-1919)
        - Sadi Carnot (1865-1948), colonel et écrivain
        - Ernest Carnot (1866-1955), industriel et homme politique + Marguerite Carnot (née Chiris) (1874-1962), présidente de l'Association des dames françaises
        - François Carnot (1872-1960), ingénieur et homme politique

      - Adolphe Carnot (1839-1920), chimiste, géologue et homme politique
        - Paul Carnot (1869-1957), médecin
        - Jean Carnot (1881-1969), homme politique

  - Claude Marie Carnot (1755-1836), général et homme politique

### Formation
Il est élève à l'École polytechnique et à l'École des mines de Paris, et devient ainsi membre du Corps des mines.

### Carrière professionnelle

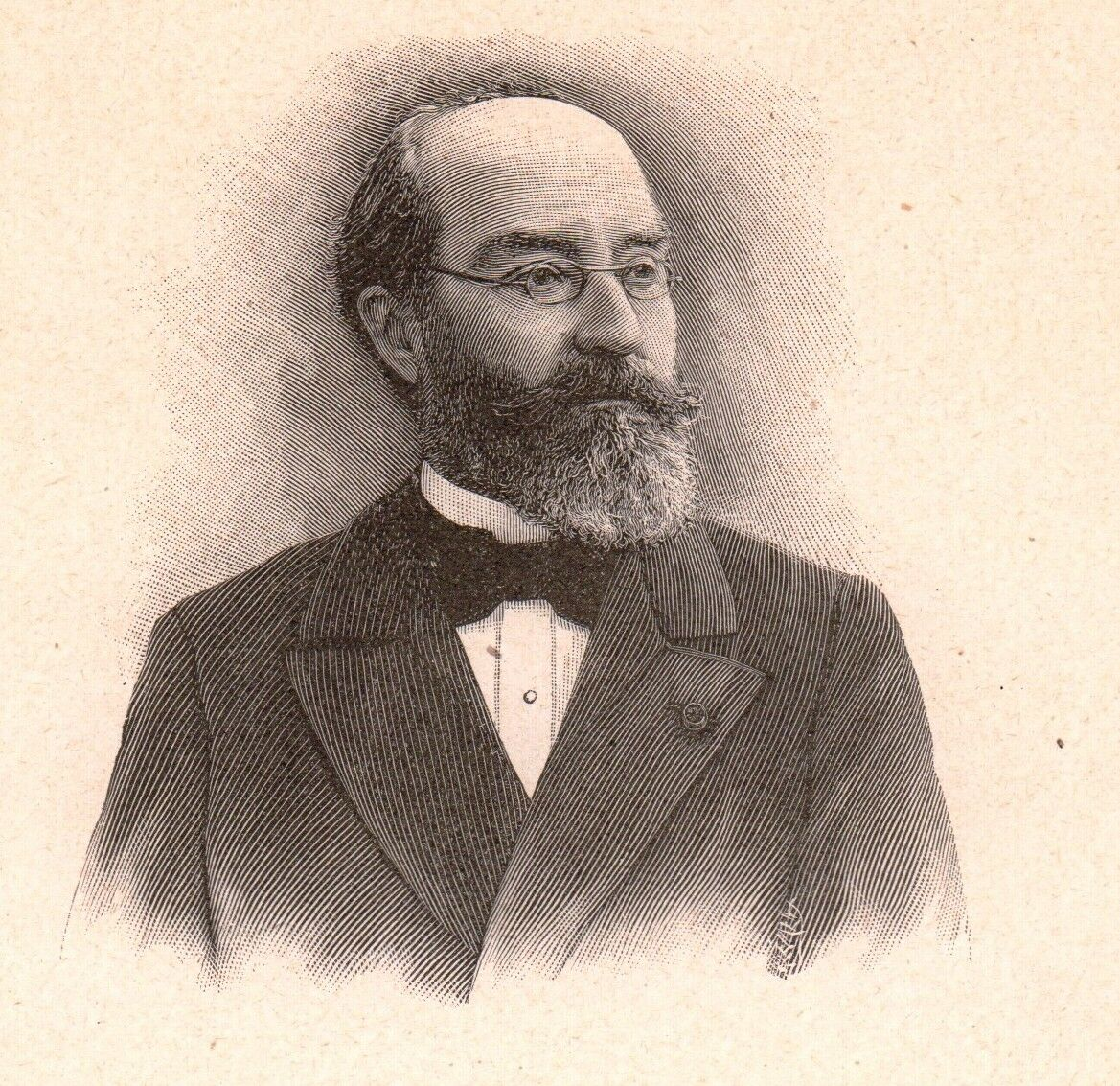
Adolphe Carnot

Après un bref séjour dans l'Administration des mines à Limoges (1864-1867), il est affecté à l'École des mines de Paris où il fait toute sa carrière.
Il y est professeur de chimie à partir de 1868, inspecteur des études (c'est-à-dire responsable de la scolarité) à partir de 1882, enfin directeur de l'École de 1901 à 1907.
En 1907, il est nommé président du conseil d'administration du Gaz de Paris.
Il remplace à la présidence de la Société d'encouragement pour l'industrie nationale de 1897 à 1900, le physicien Éleuthère Mascart. Oscar Linder, également du Corps des mines, lui succède en 1900.

### Parcours politique
Élu conseiller général de la Charente en 1898, dans le canton de Chabanais, Adolphe Carnot préside le conseil général de la Charente de 1902 à 1910.
En octobre 1901, il cofonde l'Alliance républicaine et démocratique (ARD), parti centriste puis de droite dont il est président jusqu'en 1920. La formation adopte la dénomination de Parti républicain démocratique (PRD) entre 1911 et 1917 et deviendra par la suite le Parti républicain démocratique et social (PRDS) puis l’Alliance démocratique (AD).

## Principaux travaux
Adolphe Carnot mène d'importantes recherches sur les méthodes d'analyse chimique et de dosage des substances minérales, rassemblées dans son Traité d'analyse des substances minérales. Il a fait quelque temps autorité par ses travaux d'analyse des eaux minérales
Il participe à la découverte des minerais de bismuth dans le filon de Meymac en Corrèze (Limousin) : ils sont à base de produits d'oxydation de bismuthinite, ce sont des intermédiaires hydratés et/ou carbonatés avant les minéraux anhydres bismutite et bismite. La bismuthite, minerai qu'il dénomme, étudie en minéralogiste et analyse en chimiste, a été exploitée quelques décennies à la Belle Époque. Adolphe s'impose comme un spécialiste de la chimie du bismuth, en particulier du nitrate et sous-nitrate, des carbonate et sous-carbonate…
Par ailleurs, il est à l'origine de l'établissement de cartes donnant les compositions des sols, destinées à l'agriculture.
Il mène des travaux sur le dosage du fluor dans les phosphates, à la suite des études de Chancel.

## Distinctions et hommages
- Commandeur de la Légion d'honneur par décret du 13 janvier 1903[2]
  -  Officier de la Légion d'honneur par décret du 18 juillet 1891
  -  Chevalier de la Légion d'honneur par décret du 28 juillet 1876
- Membre libre de l'Académie des sciences à partir de 1895.
- La carnotite est un minéral dédié en 1899 par ses inventeurs[3] à Adolphe Carnot.